# Kanton Challans
Der Kanton Challans ist seit 1790 ein französischer Wahlkreis in den Arrondissements La Roche-sur-Yon und Les Sables-d’Olonne, im Département Vendée und in der Region Pays de la Loire; sein Hauptort ist Challans.

## Gemeinden
Der Kanton besteht aus 15 Gemeinden mit insgesamt 51.370 Einwohnern (Stand: 1. Januar 2022) auf einer Gesamtfläche von 458,97 km²:
| Gemeinde                     | Einwohner 1. Januar 2022 | Fläche km² | Dichte Einw./km² | Code INSEE | Postleitzahl | Arrondissement      |
| ---------------------------- | ------------------------ | ---------- | ---------------- | ---------- | ------------ | ------------------- |
| Apremont                     | 2.028                    | 29,73      | 68               | 85006      | 85220        | La Roche-sur-Yon    |
| Bois-de-Céné                 | 2.215                    | 41,89      | 53               | 85024      | 85710        | Les Sables-d’Olonne |
| Challans                     | 22.890                   | 64,84      | 353              | 85047      | 85300        | Les Sables-d’Olonne |
| Châteauneuf                  | 1.144                    | 15,92      | 72               | 85062      | 85710        | Les Sables-d’Olonne |
| Falleron                     | 1.704                    | 28,64      | 59               | 85086      | 85670        | La Roche-sur-Yon    |
| Froidfond                    | 2.128                    | 21,51      | 99               | 85095      | 85300        | Les Sables-d’Olonne |
| Grand’Landes                 | 725                      | 20,49      | 35               | 85102      | 85670        | La Roche-sur-Yon    |
| La Chapelle-Palluau          | 1.108                    | 13,01      | 85               | 85055      | 85670        | La Roche-sur-Yon    |
| La Garnache                  | 5.413                    | 59,49      | 91               | 85096      | 85710        | Les Sables-d’Olonne |
| Maché                        | 1.754                    | 18,13      | 97               | 85130      | 85190        | La Roche-sur-Yon    |
| Palluau                      | 1.110                    | 7,43       | 149              | 85169      | 85670        | La Roche-sur-Yon    |
| Saint-Christophe-du-Ligneron | 2.653                    | 42,42      | 63               | 85204      | 85670        | Les Sables-d’Olonne |
| Saint-Étienne-du-Bois        | 2.251                    | 29,44      | 76               | 85210      | 85670        | La Roche-sur-Yon    |
| Saint-Paul-Mont-Penit        | 857                      | 16,58      | 52               | 85260      | 85670        | La Roche-sur-Yon    |
| Sallertaine                  | 3.390                    | 49,45      | 69               | 85280      | 85300        | Les Sables-d’Olonne |
| Kanton Challans              | 51.370                   | 458,97     | 112              | 8502       | –            | –                   |

Bis zur landesweiten Neugliederung der Kantone im März 2015 bestand der Kanton Challans aus den sechs Gemeinden Bois-de-Céné, Challans, Châteauneuf, Froidfond, La Garnache und Sallertaine. Sein Zuschnitt entsprach einer Fläche von 253,10 km2. Er besaß vor 2015 einen anderen INSEE-Code als heute, nämlich 8503.

## Bevölkerungsentwicklung
| 1962   | 1968   | 1975   | 1982   | 1990   | 1999   | 2009   |
| ------ | ------ | ------ | ------ | ------ | ------ | ------ |
| 14.235 | 15.526 | 19.116 | 20.845 | 22.457 | 24.662 | 29.789 |